# Wulpen (île)
Pour les articles homonymes, voir Wulpen.
Wulpen est une ancienne île néerlandaise de la Zélande, disparue définitivement dans la mer à la fin du XVIe siècle.

## Géographie
L'île Wulpen (points 111 à 113 et 116 sur la carte ci-contre) fut située dans l'embouchure de l'Escaut occidental, entre l'actuelle presqu'île de Walcheren et la commune de L'Écluse. Le chef-lieu de l'île fut le village de Wulpen, appelé également Sint-Lambert-Wulpen. Les autres villages furent Oostende, Westende, Runckendorp et Avenkerke, également appelé Brielle.

## Histoire
Plusieurs vieux manuscrits mentionnent l'existence de l'île de Wulpen. Il est probable que vers 690, Willibrord d'Utrecht soit passé par Wulpen avant de visiter Walcheren. On relate également que Wulpen fut un repaire de vikings. En 1089, on mentionne l'existence d'une église sur l'île. À partir du XIIe siècle, une habitation permanente est attestée ; il y avait un monastère et peut-être même un château fort. Le XIIIe siècle marque probablement l'essor de Wulpen : l'île connaissait une densité plutôt élevée et comptait deux églises.
Le desensablement du Zwin était au delà des moyens de la ville de Bruges, ce qui a eu pour effet de favoriser les inondations des polders. La disparition des îles sur l'Escaut occidental favorisait l'accès au port d'Anvers.
Lors de l'inondation de 1377, l'île fut en grande partie détruite par un raz-de-marée. (Sint-Lambert-)Wulpen, Avenkerke, Westende et Runckendorp disparaissent à jamais. Oostwulpen, la partie orientale de l'île, qui consiste en quelques polders, est préservée. En 1436, l'armée anglaise saccage les restes de Wulpen. En octobre 1513, la mer acheva de détruire l'île et la fit disparaître complètement.
Toutefois, quelques années plus tard, un banc de sable comportant quelques dunes refit surface, jusqu'à ce que l'inondation de la Toussaint en 1570 achevât à jamais l'île.

## Source
- (nl) Cet article est partiellement ou en totalité issu de l’article de Wikipédia en néerlandais intitulé « Wulpen (eiland) » (voir la liste des auteurs).